# 貝德福德郡行政區劃史
貝德福德郡（英語：Bedfordshire，英文簡稱：Beds），英國英格蘭東部區域的郡。貝德福德郡的地方沿革在2008年或以前都是形式、地位上的更動，郡界變化不大，只有1個行政區劃改革報告獲英國政府採納；2009年或以後，郡界依舊甚少變動，但地方政府的升格、降格使貝德福德郡的管治範圍大大減少。
1844年，貝德福德郡與周邊的亨廷登郡、赫特福德郡、北安普敦郡之內、外飛地作了調整。1894年，貝德福德郡的衛生區被7個鎮區取締。1934年，貝德福德郡新設3個非郡自治市鎮。1940－60年代，幾個行政區劃改革報告皆不獲英國政府採納。1974年，盧頓被降格為非都市區；行政郡被廢除，貝德福德郡成為非都市郡；鎮區合併成4個非都市區，只有其二獲自治市鎮榮譽頭銜。依英格蘭地方政府委員會的建議，盧頓在1997年升格為單一管理區，脫離非都市的貝德福德郡。2009年，盧頓以外的3個非都市區合併為2個單一管理區；貝德福德郡再不管轄任何地方，只是地理名詞而已。

## 1870年代或以前
本段落講述貝德福德郡的內飛地、外飛地。
1844年前，威爾斯、英格蘭的郡互有內飛地、外飛地，不便地方政府管理。《1844年郡（分離部分）法案》在1844年10月20日生效，把各郡的內飛地轉移為它的實際管轄範圍，徹底解決問題。以貝德福德郡為例，它與亨廷登郡、赫特福德郡、北安普敦郡互有內、外飛地，法案生效後：
- 減
  - 泰特沃思轉移至亨廷登郡
  - 伊科爾福德轉移至赫特福德郡
- 增
  - 原屬赫特福德郡的梅帕沙爾
  - 原屬赫特福德郡的斯塔德姆
  - 原屬北安普敦郡的法迪什

## 1880－1930年代
本段落講述行政郡、衛生區、鎮區、非郡自治市鎮、郡自治市鎮的廢立。

### 衛生區的取締
《1888年地方政府法案》在1889年4月1日生效，貝德福德郡成為行政郡，新設的貝德福德郡議會管轄歷史上的既有範圍。
《1894年地方政府法案》在1894年4月1日生效，全數廢除574個鄉衛生區（Rural sanitary district）、688個鎮衛生區（Urban sanitary district），分別由新設的鄉區、鎮區取締（不過，鄉區、鎮區的數量自新設後不斷減少，至1974年被都市區、非都市區全數取締）。以貝德福德郡為例，新設了7個鎮區：
| 原文1            | 1875年貝德福德郡的鄉衛生區 | 1894年貝德福德郡的鎮區 |
| ---------------- | -------------------------- | ---------------------- |
| Ampthill         | 安特希爾鄉衛生區           | 安特希爾鎮區           |
| Bedford          | 貝德福德鄉衛生區           | 貝德福德鎮區           |
| Biggleswade      | 比戈爾斯韋德鄉衛生區       | 比戈爾斯韋德鎮區       |
| Hitchin          | 希欽鄉衛生區2              | 希欽鎮區               |
| Leighton Buzzard | 萊頓巴澤德鄉衛生區3        | 伊頓布雷鎮區4          |
| Luton            | 盧頓鄉衛生區               | 盧頓鎮區               |
| St Neots         | 聖尼茨鄉衛生區5            | 伊頓索科恩鎮區6        |
| Wellingborough   | wer鄉衛生區7               | 併入貝德福德鎮區       |

1.　不帶行政區劃後綴的英文原文

2.　希欽鄉衛生區只管轄1個教區─霍爾韋爾

3.　1897年，希欽鎮區轉移至赫特福德郡

4.　1933年，伊頓布雷鎮區納入盧頓鎮區

5.　聖尼茨鄉衛生區只管轄7個教區

6.　1933年，伊頓索科恩鎮區納入貝德福德鎮區

7.　威靈伯勒鄉衛生區只管轄2個教區
《1929年地方政府法案》評估各郡法令部分在1932－1938年陸續生效，有189個自治市鎮擴展範圍；206個鎮區被廢除，新設49個鎮區（淨減少159個）；236個鄉區被廢除，新設67個鄉區（淨減少169個）。正如上表的註釋所述，貝德福德郡有4個鎮區於1933年調整區界。

### 非郡自治市鎮
《1933年地方政府法案》規定英格蘭的一級地方政府分為行政郡（包括貝德福德郡）或郡自治市鎮2種，而行政郡下轄的次級行政區必須是非郡自治市鎮（non-county borough）、鎮區（urban district）或鄉區（rural districts）3種，所以貝德福德郡產生了3個非郡自治市鎮：貝德福德、鄧斯特布爾、盧頓。這3個非郡自治市鎮的邊界，與2009年貝德福德郡3個單一管理區─貝德福德、中貝德福德郡、盧頓的邊界極相像（詳見「#2009年行政區劃」段落）。
|  | 1890－1965年的英格蘭的郡： 貝德福德郡編號30， 東北鄰亨廷登郡（編號22）， 東鄰劍橋郡（編號23）， 東南、南鄰赫特福德郡（編號29）， 西鄰白金漢郡（編號31）， 西北鄰北安普敦郡（編號20）。 |

## 1940－1960年代
本段落講述3個委員會對伯克郡地方沿革的建議、大倫敦的設立，但對伯克郡沒實質影響。

### 地方政府邊界委員會
1948年4月，地方政府邊界委員會完成英格蘭行政區劃、威爾斯行政區劃的改革報告。委員會不建議改動貝德福德郡的郡界，但建議把由盧頓升格為「多用途郡自治市鎮」（Most-purpose county borough）。英國政府暫未採納其建議。《1949年地方政邊界委員會（解散）法案》（Local Government Boundary Commission (Dissolution) Act 1949）在1949年生效，委員會被廢除。

### 英格蘭地方政府委員會、大倫敦
《1958年地方政府法案》設立了英格蘭地方政府委員會，負責編定英格蘭行政區劃的改革報告。「東米德蘭茲主審查區」（East Midlands General Review Area）包括了：貝德福德郡、劍橋郡、伊利島、萊斯特郡、北安普敦郡、拉特蘭、彼得伯勒司法轄區共7個行政郡，萊斯特、北安普敦共2個郡自治市鎮。委員會建議把盧頓升格為郡自治市鎮，但不建議附近的鄧斯特布爾納入盧頓一部分；又建議貝德福德郡相鄰的大面積行政區吞併小面積行政區，但貝德福德郡不受不影響。
依英格蘭地方政府委員會的建議，盧頓在1964年升為郡自治市鎮（有獨立的自治市鎮議會，不受貝德福德郡議會管轄）。貝德福德郡東北鄰的亨廷登郡與彼得伯勒合併成亨廷登-彼得伯勒郡，東鄰的劍橋郡與伊利島郡合併成劍橋郡-伊利島，與貝德福德郡相鄰的郡不同了。
《1963年倫敦政府法案》在1965年4月1日生效，貝德福德郡東南、南鄰的赫特福德郡轉移了部分土地予大倫敦。貝德福德郡與鄰郡的共有郡界起了變化。
|  | 1965－1974年的英格蘭的郡、郡自治市鎮： 貝德福德郡編號28， 東北鄰亨廷登-彼得伯勒郡（編號21）， 東鄰劍橋郡-伊利島（編號22）， 東南鄰赫特福德郡（編號27）， 西南鄰白金漢郡（編號29）， 西北鄰北安普敦郡（編號20）， 南邊的小圓框是盧頓郡自治市鎮。 |

### 雷德克利夫-莫德報告
1969年，約翰·雷德克利夫-莫德主編、皇家委員會出版的《雷德克利夫-莫德報告》建議貝德福德郡與白金漢郡、赫特福德郡重組：貝德福德郡北部的貝德福德與白金漢郡北部的米爾頓凱恩斯、白金漢、安特希爾合組成「貝德福德-北白金漢郡」（Bedford and North Buckinghamshire），貝德福德郡南部的盧頓、貝德福德郡南與赫特福德郡西南部的代科勒姆（不包括特靈）、聖奧爾本斯、沃特福德、三河、赫茨米爾（不包括波特斯巴）合組「盧頓-西赫特福德郡」（Luton & West Hertfordshire）。英國政府不採納這2項建議。
|  | 《雷德克利夫-莫德報告》建議的英格蘭行政區劃。 「貝德福德-北白金漢郡」編號47， 東北鄰「劍橋-南芬斯郡」（編號50）， 東鄰「東赫特福德郡」（編號50）， 東南鄰「盧頓-西赫特福德郡」（編號49）， 西南鄰「中白金漢郡」（編號48）， 西鄰「牛津-牛津郡」（編號45）， 北鄰「北安普敦-北安普敦郡」（編號46）。 「盧頓-西赫特福德郡」編號49， 東鄰「東赫特福德郡」（編號50）， 南鄰「大倫敦」（黑色圓點）， 西南鄰「雷丁-伯克郡」（編號52）， 西鄰「中白金漢郡」（編號48）， 西北「貝德福德-北白金漢郡」（編號47）。 |

## 1970－1980年代

### 非都市郡、非都市區
1971年2月，英國政府推出英格蘭行政區劃改革的白皮書《英格蘭地方政府：政府對於改組的建議》（Local Government in England: Government Proposals for Reorganisation），諮詢公眾意見。隨後，英國政府遞交正式的法案《1972年地方政府法案》交予英國國會審議並獲通過，在1974年4月1日生效：所有郡自治市鎮被廢除，盧頓被降格為非都市區（由貝德福德郡的實際管轄），但被授予（沒有實際功能的）自治市鎮地位；行政郡被廢除，貝德福德郡成為非都市郡；貝德福德郡的7個鎮區合併成4個非都市區：
|  |  |  | 貝德福德郡在的4個非都市區： 1. 貝德福德 2. 中貝德福德郡 3. 南貝德福德郡 4. 盧頓（在1997年升格為單一管理區） |

### 自治市鎮地位
1974年，多個區（district）級地方政府自治體獲英國樞密院頒發皇家特許狀（royal charter），擁有「自治市鎮」（borough）的榮譽頭銜。當時伯貝德福德郡的4個非都市區，只有盧頓在1974年獲自治市鎮地位；貝德福德在1975年獲自治市鎮地位，更名為「貝德福德郡北」（North Bedfordshire，於1992年回復原名）；貝德福德郡中、貝德福德郡南至今仍未獲自治市鎮地位。

## 1990年代
《1992年地方政府法案》設立的英格蘭地方政府委員會在1992－2002年編寫改革英格蘭行政區劃的報告。1994年10月，委員會出版《貝德福德郡未來地方政府的最終建議》（Final Recommendations for the Future Local Government of Bedfordshire），建議廢除貝德福德郡議會，原有的4個非都市區（貝德福德、貝德福德郡中、貝德福德郡南、盧頓）合併為3個單一管理區─貝德福德、貝德福德郡中南（Mid and South Bedfordshire）、盧頓。英國政府不願建立太多單一管理區，只讓盧頓升格為單一管理區；貝德福德郡中、貝德福德保持原狀；亦沒有廢除貝德福德郡議會。
《1995年貝德福德郡（盧頓自治市鎮）（結構變化）法令》（The Bedfordshire (Borough of Luton) (Structural Change) Order 1995）在1997年4月1日生效，盧頓正式升格。
每一個名譽郡都有一個代表英國皇室但沒有實權的郡尉（Lord Lieutenant）常駐，名譽的貝德福德郡包含盧頓在內。非都市郡與單一管理區沒有從屬關係，盧頓已脫離非都市的貝德福德郡，行政上與任何英格蘭的郡也互不相干。貝德福德郡實際管轄3個非都市區。
|  |  | |
|  |  | 貝德福德郡（1997年4月－）行政區劃： 1. 貝德福德（非都市區） 2. 中貝德福德郡（非都市區） 3. 南貝德福德郡（非都市區） 4. 盧頓（單一管理區） |

### 城鎮
自19世紀至現在，貝德福德郡各鎮的數量和分佈已調整了幾次。直至2008年，名譽的貝德福德郡內有沒有城市（City），但有17個鎮（Town）分佈於不同次級行政區─貝德福德區佔3個，中貝德福德郡佔9個，南貝德福德郡佔4個，盧頓自己1個。
擁有單一管理區地位的盧頓有202,500人口，是其他鎮的2－5倍；郡治貝德福德次之。下表把17個鎮按人口多寡編號，在下圖中分別代表她們在貝德福德郡的位置（林斯萊德、威克薩姆斯、沃本未有人口數據，唯有按英文字母編為第15、16、17）。直接點擊地圖上的編號即可進入該鎮的主條目。
| 排名 | 地名（中譯） | 地名（原文）     | 所屬的區     | 人口    |
| ---- | ------------ | ---------------- | ------------ | ------- |
| 1    | 盧頓         | Luton            | 盧頓         | 202,500 |
| 2    | 貝德福德     | Bedford          | 貝德福德     | 79,190  |
| 3    | 鄧斯特布爾   | Dunstable        | 南貝德福德郡 | 33,805  |
| 4    | 萊頓巴澤德   | Leighton Buzzard | 南貝德福德郡 | 32,417  |
| 5    | 肯普斯頓     | Kempston         | 貝德福德     | 19,440  |
| 6    | 霍頓里吉斯   | Houghton Regis   | 南貝德福德郡 | 17,000  |
| 7    | 比戈爾斯韋德 | Biggleswade      | 中貝德福德郡 | 15,383  |
| 8    | 弗利特威克   | Flitwick         | 中貝德福德郡 | 12,700  |
| 9    | 桑迪         | Sandy            | 中貝德福德郡 | 11,000  |
| 10   | 安特希爾     | Ampthill         | 中貝德福德郡 | 6,767   |
| 11   | 斯托特福爾德 | Stotfold         | 中貝德福德郡 | 6,209   |
| 12   | 阿利西       | Arlesey          | 中貝德福德郡 | 5,440   |
| 13   | 設福德       | Shefford         | 中貝德福德郡 | 5,400   |
| 14   | 波頓         | Potton           | 中貝德福德郡 | 4,473   |
| 15   | 林斯萊德     | Linslade         | 南貝德福德郡 |         |
| 16   | 威克薩姆斯   | Wixams           | 貝德福德     |         |
| 17   | 沃本         | Woburn           | 中貝德福德郡 |         |

- 灰色　　（■）：市區
- 奶黃色　（■）：郊區
- 淺藍色　（■）：水體
- 靛色長條（■）：公路

## 2000年代－
2009年4月1日，2009年英格蘭地方政府結構變化正式實施，7個英格蘭的郡改革行政區劃，產生9個新的單一管理區。以貝德福德郡為例，原有的2個非都市區─中貝德福德郡（Mid Bedfordshire）、南貝德福德郡合併成新的單一管理區「中貝德福德郡」（Central Bedfordshire，譯名與「Mid Bedfordshire」的相同，但實為不同的地方政府）；非都市區貝德福德升格為單一管理區；盧頓不受影響。這3個單一管理區的邊界，與1933年貝德福德郡3個非郡自治市鎮─貝德福德、鄧斯特布爾、盧頓的邊界極相像。
如把貝德福德郡看待成名譽郡，它仍包含貝德福德、中貝德福德郡、盧頓3個單一管理區。
|  | 貝德福德郡（2009年4月－）包含的單一管理區： 1. 貝德福德（Bedford，約是1933年的「貝德福德」非郡自治市鎮） 2. 中貝德福德郡（Central Bedfordshire，約是1933年的「鄧斯特布爾」非郡自治市鎮） 3. 盧頓（Luton，約是1933年的「盧頓」非郡自治市鎮） |

下圖顯示英格蘭48個名譽郡的分佈情況。貝德福德郡位處英格蘭東區域，東北與劍橋郡相鄰，東南、南與赫特福德郡相鄰，西南、西與白金漢郡相鄰，西北與北安普敦郡相鄰。

## 外部連結
- （英文）貝德福德郡議會